# Clube Recreativo Leões de Porto Salvo
Actualités
Le Clube Recreativo Leões de Porto Salvo est un club portugais de futsal fondé en 1970 et basé à Porto Salvo dans la municipalité de Oeiras.

## Palmarès
- Championnat du Portugal de futsal
  - Troisième : 2012, 2021 et 2023

- Championnat du Portugal de deuxième division de futsal
  - Champion: 2011